# 127 av. J.-C.
Pour les articles homonymes, voir 127 (homonymie).
Cette page concerne l'année 127 av. J.-C. du calendrier julien proleptique.

## Événements
- 12 juillet 128 av. J.-C. (1er janvier 627 du calendrier romain) : début à Rome du consulat de Lucius Cornelius Cinna et Lucius Cassius Longinus Ravilla[1].
- Avant le 30 mai : révolte d’Hymèros qui se proclame roi des Parthes à Babylone aux dépens des Séleucides après la mort de Phraatès II ; après le 30 mai, Hyspaosinès règne à Babylone. Il fonde le royaume de Characène à l'embouchure du Tigre et de l'Euphrate[2].

- Deux mille Xiongnu envahissent Shanggu et Yuyang[3]. Le général Wei Qing avance en Mongolie jusqu’à l’Onghin. Il rallie à l’empire la steppe des Ordos au sud du fleuve Jaune[4].

- Début du règne de Nyatri Tsenpo, premier roi du Tibet[5].